# Schauenburg (Selzach)
Bei der Schauenburg (auch Schauburg oder Burg Schauberg) handelt es sich um die Ruine einer Höhenburg auf einem Felskamm südwestlich der Hasenmatt oberhalb von Selzach im Kanton Solothurn, Schweiz. Von der Burg sind nur geringe Reste erhalten.

## Anlage

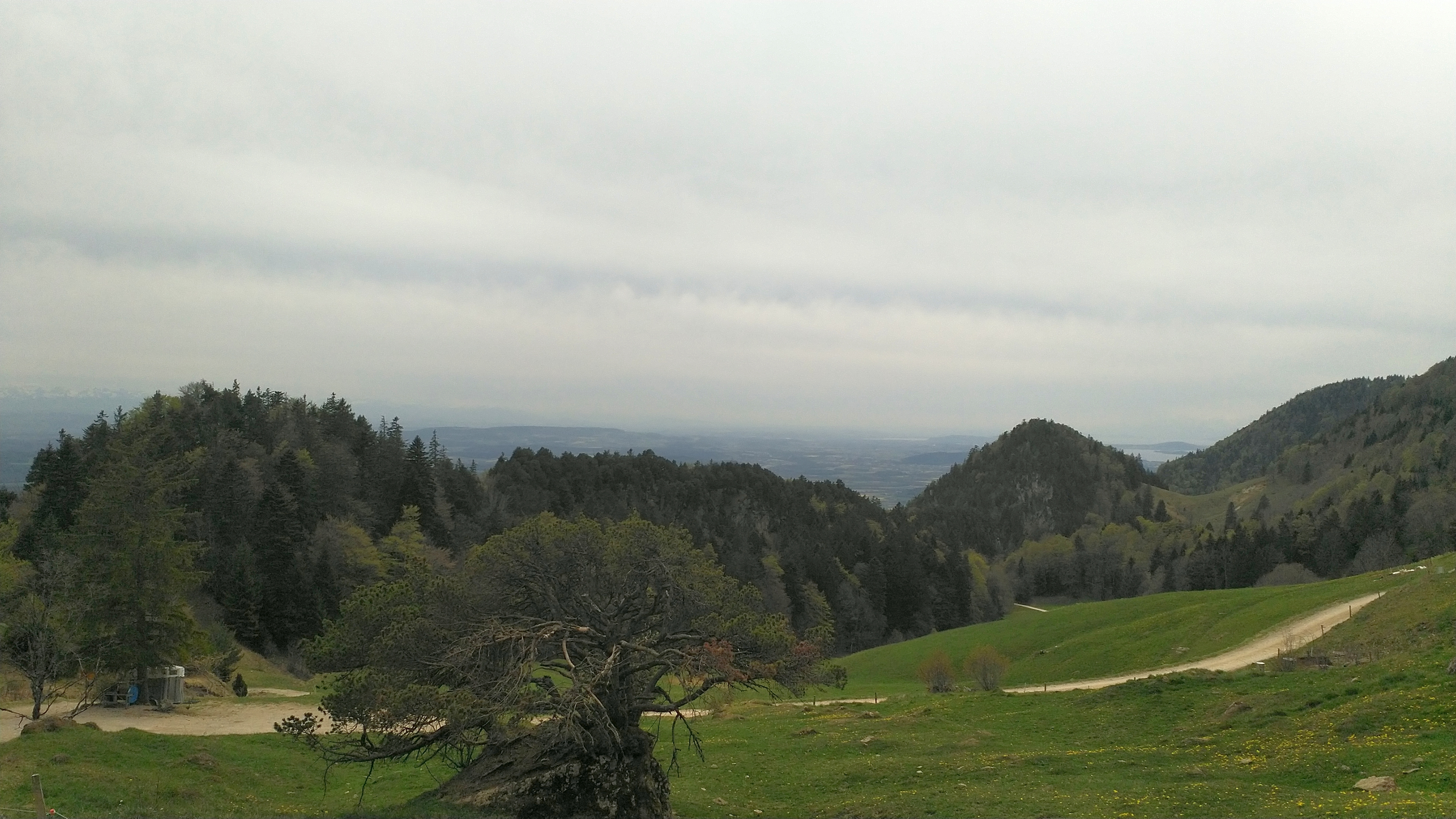
Umgebung der Schauenburg. Die Ruine befindet sich im Wald auf dem Hügel ganz links im Bild.

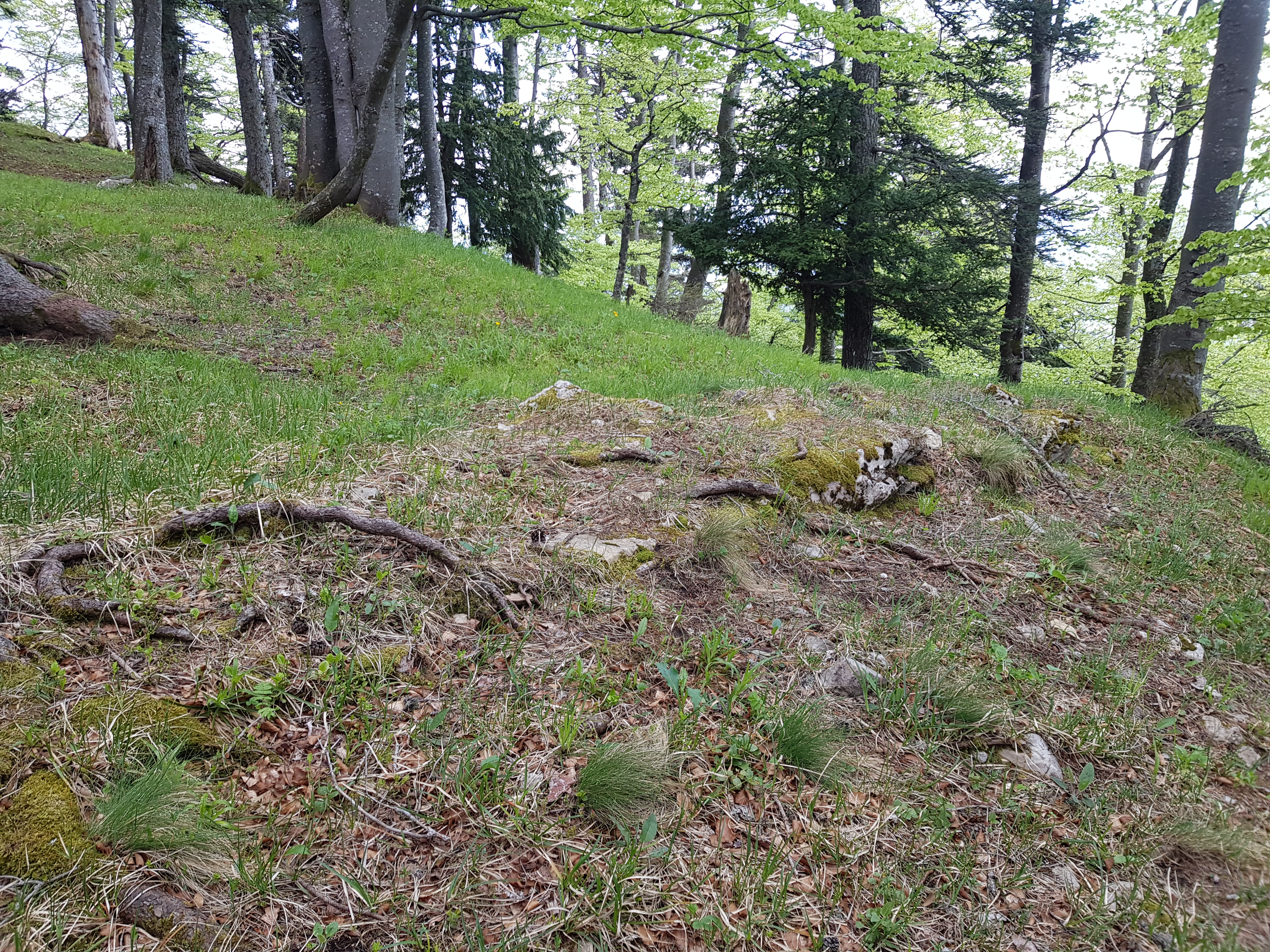
Vermutlich die wenigen Mauerreste im Südwesten der Anlage

Von der Höhenburg bzw., so der Burgenkundler Werner Meyer, «typische[n] Rodungsburg» auf einem langgestreckten, bewaldeten Felskamm sind Mauerspuren erhalten, die wahrscheinlich von einem Turm stammen. Ein Plateau ist von einer Ringmauer umgeben. Meyer erwähnt weiterhin «unzusammenhängende Reste aus kleineren, lagerhaft geschichteten Bruchsteinen» und einen Halsgraben mit vorgelagertem Wall. Der Zugang erfolgt von Nordosten.

## Geschichte
Die Geschichte der Schauenburg bei Selzach liegt weitgehend im Dunkeln, da keine urkundliche Überlieferung zu ihr existiert. Werner Meyer vermutet eine Gründung im 12. Jahrhundert. Laut Meyer sei die Burg vielleicht Sitz eines um 1214 urkundlich bezeugten «Ministerialengeschlechtes, das sich nach Bettlach nennt» gewesen, wohl noch vor 1300 verlassen worden und dann zerfallen. Ferdinand Eggenschwiler schrieb 1916 in Die territoriale Entwicklung des Kantons Solothurn, dass die Burg «ohne Zweifel» zur Beherrschung des Passes angelegt worden sei, der vom Tal der Aare zwischen der Hasenmatt und der Stallflue (Stahlfluh in Eggenschwilers Schreibweise) nach Norden führt. Eggenschwiler zitiert den Geschichtsschreiber Franz Haffner, der 1666 in seiner Chronik Der klein Solothurner Allgemeine Schaw-Platz schrieb, dass er keine andere Nachricht zum Abgang der Burg finde, als dass sie «bei der Engländer Einfall zu Grunde» gegangen sei. Auf Haffner stützt sich daher vielleicht auch das Geographische Lexikon der Schweiz, das ebenfalls annimmt, dass die Burg 1375 von den Guglern (= «der Engländer Einfall» bei Haffner) zerstört worden sei. Weder Meyer (der ausdrücklich festhält, dass es «keine schriftliche Erwähnung» der Burg gebe) noch Eggenschwiler erwähnen die angeblichen «Edlen von Schauberg», um deren Burg es sich nach einer Veröffentlichung von Armand Streit 1865 gehandelt haben soll. Laut Streit stand ein Rudolph von Schauberg 1245 in Diensten des Grafen Hartmann von Kyburg.